# Tomás Nistal
Tomás Nistal Fernández (nascido em 31 de agosto de 1948) é um ex-ciclista espanhol que participava em competições de ciclismo de estrada. Era ciclista profissional entre 1969 e 1977.
Representou a sua nação nos Jogos Olímpicos de 1972, em Munique, Alemanha Ocidental, onde terminou em quinquagésimo quarto lugar na prova de estrada individual.

## Palmarès
1973
- 1 etapa da Volta à Aragão (es)

1976
- Trofeo Luis Puig